# Bathynomus vaderi
Bathynomus vaderi – gatunek dużego pancerzowca z rodziny Cirolanidae występujący w wodach Morza Południowochińskiego. 
Bathynomus vaderi charakteryzuje się szerokim, prostokątnym nadustkiem oraz obecnością 11 zakrzywionych do góry kolców pereopodów. B. vaderi osiąga długość 32,5 cm i wagę ponad 1 kg. Został odkryty w wodach w pobliżu Wysp Spratly.
Gatunek został opisany, gdy pojawiły się doniesienia, iż w ciągu kilku lat poprzedzających to opisanie zyskał w Wietnamie popularność jako danie tamtejszej kuchni. Okazy służące do opisu gatunku zostały zakupione od wietnamskich rybaków.